# 소비자정책위원회
소비자정책위원회는 소비자 권익증진 및 소비자생활의 향상, 소비자 보호 및 조치 등에 관한 기본정책을 심의의결하기 위하여 설치된 대한민국 국무총리 소속의 위원회이며, 소비자 정책과 관련한 정부 최상위 기구이다.

## 설치 근거
- 소비자기본법 제23조 및 시행령 제14조

## 기능
- 소비자정책 기본계획 및 종합시행계획 수립
- 소비자정책의 평가 및 제도개선에 관한 사항 심의의결

## 위원
- 위원장(공동) : 국무총리, 소비자문제에 대한 학식과 경험이 풍부한 자 중 대통령이 임명한 자
- 위원 : 총 22명 (당연직 13, 위촉직 9)

## 조직
- 본회의
- 분과회의
  - 실무위
  - 소비자교육전문위
  - 소비자안전전문위
  - 국제소비자문제전문위
  - 소비자지향평가전문위

## 운영
소비자정책위원회 운영은 공정거래위원회 소비자정책국 소비자정책과에서 담당하고 있다.
2018년 5월 1일 소비자기본법이 개정됨에 따라 국무총리소속으로 격상되었다.